# NGC 1310
NGC 1310 este o astronomical radio source⁠(d) situată în constelația Cuptorul. A fost descoperită în 1835 de către John Herschel. Se află la o distanță de 22 de megaparseci de Pământ.